# Калетник, Игорь Григорьевич
Игорь Григорьевич Калетник (укр. Ігор Григорович Калєтнік; род. 16 июля 1972, село Клембовка) — украинский политик и государственный деятель, народный депутат Украины 7-го созыва (от Коммунистической партии Украины), Первый заместитель председателя Верховной рады Украины (2012—2014), заслуженный юрист Украины (2004).

## Биография
В 1993 году окончил Винницкий государственный сельскохозяйственный институт по специальности учёный-агроном, в 1999 году там же на факультете последипломного образования получил специальность «учёт и аудит». В 2001 году получил диплом юриста в Киевском университете им. Т. Г. Шевченко.
Кандидат юридических наук (2004). Кандидатскую диссертацию на тему «Обязательства, возникающие вследствие причинения вреда служебными лицами таможенных органов в гражданском законодательстве Украины» защитил в Одесской национальной юридической академии.
С 1995 года работал в таможенных органах. Занимал должности инспектора, заместителя начальника отдела, начальника отдела Винницкой таможни (март 1995 года — сентябрь 1998 года);
Заместитель начальника, начальник Подольской региональной таможни (сентябрь 1998 года — май 1999 года);
Начальник Херсонской таможни (май 1999 года — октябрь 2000 года);
Начальник Рава-Русской таможни (октябрь 2000 года — декабрь 2000 года);
Начальник Галицкой таможни (декабрь 2000 года — июль 2002 года);
Начальник Раздельнянской таможни (июль 2002 года — сентябрь 2002 года);
Заместитель начальника (октябрь 2002 года — апрель 2003 года), начальник Управления организации борьбы с контрабандой и нарушениями таможенных правил Гостаможслужбы Украины (апрель 2003 года — октябрь 2003 года);
Начальник Черноморской региональной таможни (октябрь 2003 года — февраль 2005 года);
Директор Департамента по борьбе с таможенными правонарушениями Гостаможслужбы Украины (февраль 2005 года — апрель 2005 года). В апреле 2005 года уволился по собственному желанию.
С сентября 2005 по апрель 2006 года — судья Днепровского районного суда г. Киева.
В апреле 2006 года, после того, как суд признал увольнение с этой должности в 2005 году давлением со стороны руководителя Государственной таможенной службы Владимира Скомаровского, вернулся в кресло директора Департамента по борьбе с контрабандой и нарушениями таможенных правил. Оставил этот пост 8 ноября 2007 года в связи с избранием народным депутатом Украины 7-го созыва.
На парламентских выборах 2006 года состоял № 11 в списке кандидатов в народные депутаты Украины от Блока Наталии Витренко, который не преодолел 5 % барьер и не прошёл в парламент.
Народный депутат 6-го созыва (с 23 ноября 2007 года по 4 февраля 2011 года, когда его депутатские полномочия были досрочно прекращены в связи с назначением председателя Государственной таможенной службы Украины). На досрочных парламентских выборах в 2007 году состоял № 16 в списке кандидатов в народные депутаты Украины от Коммунистической партии Украины. Состоял во фракции Коммунистической партии Украины, возглавлял Комитет Верховной Рады Украины по вопросам борьбы с организованной преступностью и коррупцией. Беспартийный.
22 марта 2010 года новым правительством Украины был назначен председателем Государственной таможенной службы Украины. 22 ноября 2012 года освобождён от должности (в связи с избранием народным депутатом).
На парламентских выборах 2012 года баллотировался по спискам Коммунистической партии Украины под № 7 и был избран в парламент 7-го созыва.
С 13 декабря 2012 года — Первый заместитель председателя Верховной рады Украины.
22 февраля 2014 года подал в отставку с поста Первого заместителя председателя Верховной рады Украины.
На внеочередных выборах народных депутатов Украины в 2014 году баллотировался как самовыдвиженец по одномандатному избирательному округу № 41 (Донецк). Однако, Центральная избирательная комиссия не передала бюллетени Окружной избирательной комиссии № 41, в результате чего выборы в данном округе не состоялись.
В августе 2015 года активисты снесли огромный забор стоимостью 6 миллионов гривен вокруг угодий коммуниста Калетника.. Забор так стоит https://www.facebook.com/100029083805974/videos/790240602196225. Земельний участок https://kadastr.live/parcel/3210800000:01:059:0321 . Ранее известны скандалы с другими объектами недвижимости. 

## Возбуждения уголовного дела
В декабре 2014 года Генпрокуратура Украины объявила Калетника в розыск по подозрении в организации подложного голосования за законы 16 января 2014 года.

## Награды
Почётный таможенник Украины (2001). Действительный государственный советник таможенной службы (с 20 августа 2010 года). Заслуженный юрист Украины (июнь 2004).
Награждён памятным нагрудным знаком «За добросовестную службу в таможенных органах Украины».
Награждён орденом Святого князя Дмитрия Донского (2012).

## Семья
Отец — народный депутат Украины 7-го созыва, экс-губернатор Винницкой области Григорий Николаевич Калетник (1949 г. р.).
Двоюродная сестра — заслуженный юрист Украины (2009), член Нацсовета по вопросам телевидения и радиовещания (с 29 июня 2010 года), народный депутат Украины 7-го созыва Калетник (Елманова) Оксана Николаевна (1972 г. р.).